# Speed Freak Killers
Los Speed Freak Killers es el nombre dado al dúo de asesinos en serie Loren Herzog y Wesley Shermantine, inicialmente condenados por cuatro asesinatos, tres de ellos cometidos conjuntamente, y sospechosos de estar involucrados en las muertes de hasta 72 personas en y alrededor del condado de San Joaquín, California, según una carta que Shermantine escribió a un periodista en 2012. Recibieron el apodo de "speed freak" debido a su hábito de abuso habitual de metanfetaminas. Herzog se suicidó en 2012. Shermantine permanece en el corredor de la muerte en la Prisión Estatal de San Quintín, en California.

## Antecedentes e investigación
Loren Joseph Herzog (8 de diciembre de 1965 — 16 de enero de 2012) y Wesley "Wes" Howard Shermantine Jr. (nacido el 24 de febrero de 1966) crecieron en la ciudad de Linden, California, y vivían en la misma calle. Ambos muchachos eran amigos porque no había muchos otros niños en su vecindario con quienes jugar, y parece que no tenían otros amigos durante la escuela secundaria y la adultez. El padre de Shermantine era un exitoso contratista local y promotor inmobiliario que frecuentemente "malcriaba" a Wesley con regalos y dinero a lo largo de su vida.
Shermantine y Herzog eran ávidos cazadores y pescadores que pasaron gran parte de su infancia explorando el campo del condado de San Joaquín. Se graduaron de la Secundaria Linden en 1984 y disfrutaban intimidando a otras personas, bebiendo alcohol y usando drogas, especialmente metanfetaminas, en su apartamento en la cercana Stockton, California.
Durante este tiempo, Herzog tuvo un breve romance con una joven llamada Kim Vanderheiden. Los ciudadanos de Linden, un pequeño pueblo con menos de 2,000 habitantes, a 95 millas al este de San Francisco, eran conscientes desde hace tiempo de la reputación de la pareja como usuarios de metanfetaminas y también los conocían como habituales en el bar Linden Inn, propiedad del padre de Kim.
La hermana de Kim, Cyndi Vanderheiden, de 25 años y residente de Clements, California, desapareció después de salir del Linden Inn con Herzog y Shermantine el 14 de noviembre de 1998. La investigación sobre la desaparición de Vanderheiden continuó en 1999, con Shermantine como principal sospechoso. A mediados de enero de 1999, el automóvil de Shermantine fue embargado y posteriormente registrado por el Departamento del Sheriff de San Joaquín. Se descubrió la sangre de Cyndi Vanderheiden en el automóvil, y mientras se confirmaban los resultados de las pruebas de ADN, el departamento del sheriff se centró en Herzog, amigo de Shermantine y presunto cómplice que fue interrogado extensamente.
Herzog finalmente reveló detalles incriminatorios, como describir cómo Shermantine había disparado a un cazador al que se encontraron de vacaciones en el norte de Utah en 1994. La policía de Utah confirmó que efectivamente se había matado a un cazador, pero su asesinato aún se clasificaba como no resuelto. Herzog también afirmó que Shermantine era responsable de matar a Henry Howell, de 41 años, quien fue tiroteado y encontrado estacionado en la carretera en la autopista 88 en el condado de Alpine, cerca de Hope Valley, con los dientes y la cabeza destrozados. Herzog dijo que él y Shermantine pasaron junto a Howell estacionado en la carretera, y Shermantine se detuvo, tomó la escopeta de Howell, lo mató y le robó el poco dinero que tenía.
Además, Herzog proporcionó detalles específicos sobre cómo Shermantine mató a Robin Armtrout, de 24 años, cuyo cuerpo desnudo fue encontrado apuñalado casi una docena de veces en la orilla este de Potter Creek, cerca de Linden. Herzog y Shermantine fueron arrestados por el Departamento del Sheriff del Condado de San Joaquín y acusados de varios cargos de asesinato cada uno el 17 de marzo de 1999.

## Convicciones
En 2001, un jurado declaró a Shermantine culpable de cuatro asesinatos: el de Vanderheiden, el asesinato a manos de Shermantine y robo de los vagabundos Howard King, de 35 años, y Paul Raymond Cavanaugh, de 31 años, cuyos cuerpos fueron encontrados tiroteados en un automóvil en una carretera remota en Roberts Island el 27 de noviembre de 1984, y el de Chevelle "Chevy" Wheeler, de 16 años, quien desapareció en 1985 de la Franklin High School en Stockton después de decir a sus amigos que se iba de la escuela para ir con Shermantine a la cabaña de su familia en San Andreas.
Durante su juicio, numerosos testigos declararon que habían sido brutalmente agredidos por Shermantine. Se le acusó de violar o sodomizar gravemente a cinco mujeres diferentes, incluida una niñera que afirmó que fue atacada cuando fue a cobrarle el dinero que le debía. La hermana de Shermantine reveló que también fue agredida sexualmente por ambos. Una mujer afirmó que, después de chocar con su automóvil, la mantuvo como rehén con un cuchillo cuando se detuvo para intercambiar información de seguros. Ella saltó de su vehículo en movimiento y logró ponerse a salvo. La exesposa de Shermantine también habló de cómo la había maltratado gravemente durante años, incluso cuando estaba embarazada y sostenía a sus hijos en el regazo. Shermantine fue condenado a muerte y se encuentra en el corredor de la muerte en la Prisión Estatal de San Quintín.
Herzog fue acusado de cinco cargos de asesinato en 1999: los de Vanderheiden, Howell, Cavanaugh, Armtrout y King. En su juicio de 2001, un jurado lo declaró culpable de tres cargos de asesinato (Vanderheiden, Cavanaugh y King), del cargo menor de cómplice de asesinato en el caso de Howell, y lo absolvió del cargo de Armtrout. Herzog recibió una condena de 78 años.

## Apelaciones y condenas anuladas
En agosto de 2004, un tribunal de apelaciones anuló todas las condenas de Herzog, dictaminando que tres de las cuatro confesiones de Herzog fueron obtenidas bajo coacción. En el caso del cuarto, el de Vanderheiden, se ordenó un nuevo juicio. Este nuevo juicio nunca tuvo lugar. En cambio, se llegó a un acuerdo de culpabilidad, y Herzog se declaró culpable de homicidio voluntario y suministro de anfetaminas en el caso de Vanderheiden, y de ser cómplice de asesinato en los casos de Cavanaugh, King y Howell. En consecuencia, la sentencia de Herzog se redujo a 14 años, con crédito por seis años cumplidos. Con el crédito por buen comportamiento, Herzog cumplió 11 años de prisión y estaba en posición de libertad condicional para 2010.
La oposición a la inevitabilidad de la libertad condicional de Herzog fue extremadamente vocal, especialmente por parte de las familias de las víctimas.[14] Dado que ningún condado de California quería recibirlo para la libertad condicional, el Departamento de Correcciones de California lo liberó bajo libertad condicional en un remolque ubicado fuera de la puerta principal de la Prisión Estatal de High Desert en Susanville, California, en el condado de Lassen, en septiembre de 2010.
Herzog se suicidó en enero de 2012, ahorcándose dentro de su remolque. Lo hizo poco después de que el cazarrecompensas Leonard Padilla informara a Herzog que Shermantine planeaba revelar la ubicación de un pozo y otros dos lugares donde la pareja enterró a sus víctimas. Anteriormente, no se habían encontrado los cuerpos de ninguna de sus víctimas. Ambos hombres sostenían que el otro era el asesino en todos los casos y negaban enfáticamente cualquier culpabilidad.

## Descubrimiento de los restos de las víctimas

### Pozo de Linden, California
En febrero de 2010, mientras Shermantine esperaba en el corredor de la muerte, su hermana Barbara recibió cartas de él identificando las ubicaciones de las víctimas en un pozo abandonado en Flood Road, cerca de Linden, California. Ella entregó estas cartas al Departamento del Sheriff del Condado de San Joaquín. El departamento del sheriff investigó la pista, pero en una entrevista con el dueño de la propiedad, este afirmó que los pozos en cuestión estaban sellados antes de que las víctimas desaparecieran. En ese momento, no se tomó ninguna medida adicional.
En febrero de 2012, surgió más información basada en la promesa del cazador de recompensas Padilla de pagarle a Shermantine $30,000 por información. Un mapa dibujado por Shermantine y detalles adicionales proporcionados llevaron a las autoridades nuevamente al mismo lugar del pozo en Linden, California, que había mencionado en 2010. Se recuperaron más de 1,000 fragmentos óseos humanos. Los huesos fueron analizados por el Departamento de Justicia de California para obtener perfiles de ADN. En marzo de 2012, se solicitó la asistencia del Equipo de Recuperación de Evidencia del FBI en la investigación general, en parte debido a cómo se manejó la excavación del pozo en Linden. La identidad de los restos recuperados en el pozo se anunció públicamente el 30 de marzo de 2012. Pertenecían a dos adolescentes de Stockton, California, desaparecidas desde mediados de la década de 1980: Kimberly Ann Billy, de 19 años, y Joann Hobson, de 16. También se encontraron los restos de otra víctima y un feto no identificado en el pozo.

### Antigua propiedad Shermantine
En febrero de 2012, se investigaron dos sitios de entierro por separado en el condado de Calaveras, California, basándose en una carta que Shermantine escribió a Padilla que detallaba posibles ubicaciones de víctimas. Shermantine indicó sitios cerca de la propiedad que antes pertenecía a los padres de Shermantine. Se recuperaron cuerpos de estos dos sitios, uno de ellos un cuerpo no identificado y el de Vanderheiden. No se descubrieron restos adicionales.

### Septiembre de 2012 lugares de entierro
Shermantine fue liberado brevemente de la fila de los condenados a muerte bajo custodia policial en septiembre de 2012 para guiar a las autoridades a otros cuatro pozos abandonados donde afirmaba que se encontrarían más restos de víctimas, todos cerca de la ciudad de Linden. Esto se hizo porque Padilla le pagó a Shermantine $28,000 adicionales. A principios de enero de 2013, el FBI comenzó a excavar un pozo, con la esperanza de encontrar más restos de víctimas. Shermantine declinó hablar más con las autoridades. El 22 de febrero de 2013, el FBI anunció que había concluido la búsqueda de víctimas basada en la información de Shermantine. Dos sitios que él había indicado no arrojaron resultados, y "otras indicaciones suyas fueron equivocadas". Shermantine también afirmó conocer las ubicaciones en el área de recreación de Cow Mountain de los cuerpos de víctimas asesinadas por otros reclusos condenados a muerte. Los sheriffs del condado de Lake eran escépticos de que se pudieran recuperar cuerpos con éxito en el extenso parque, por lo que no se realizaron búsquedas.

## Denuncias de obstaculización de la investigación
Desde 2012, varias familias de víctimas y funcionarios electos han alegado que la Oficina del Sheriff del Condado de San Joaquín (SJCSO) interfirió y obstaculizó deliberadamente la búsqueda continua de posibles víctimas adicionales de los "Speed Freak Killers". En 2010, Shermantine escribió una carta a la senadora estatal de California Cathleen Galgiani revelando las ubicaciones de los restos de víctimas adicionales. En 2012, Galgiani patrocinó el uso de fondos públicos para buscar víctimas adicionales de la pareja y buscó simplificar el protocolo que otorga a personas encarceladas como Shermantine el permiso para participar en excursiones de búsqueda. Galgiani entregó la carta a las fuerzas del orden y posteriormente afirmó que los registros de personas desaparecidas relacionados con el caso de los "Speed Freak Killers" habían sido eliminados, obstaculizando aún más la investigación.
En 2014, la madre de una mujer desaparecida presentó una demanda contra la SJCSO por el manejo indebido de los restos encontrados en el pozo de Linden. En 2015, un agente jubilado del FBI corroboró sus afirmaciones, alegando que la SJCSO deliberadamente usó una retroexcavadora para desenterrar restos, mutilándolos para evitar su identificación, de modo que no se descubrieran ciertos archivos faltantes. En 2018, el sheriff electo del condado de San Joaquín anunció que el caso de los "Speed Freak Killers" sería reabierto.

## Víctimas
El número total de víctimas compartidas de Herzog y Shermantine sigue siendo desconocido y objeto de especulación. Ambos fueron condenados por los asesinatos de cuatro personas y se cree que son responsables de las muertes de al menos 19 individuos. Ambos hombres apuntaban a víctimas al azar y mataban por "diversión y deporte". Salían a "cazar", disparando a personas hasta matarlas y, en algunos casos, secuestrando mujeres, violándolas y apuñalándolas hasta la muerte. Posteriormente, en el condado de Calaveras, desechaban sus cuerpos en pozos mineros, colinas aisladas y debajo de parques de casas móviles. Antes de su arresto, Shermantine a menudo les decía a familiares y conocidos que había "hecho desaparecer" a personas en las afueras de Stockton.
En un enfrentamiento con una mujer a quien intentó violar en un parque de casas móviles, Shermantine supuestamente le dijo después de haber empujado su cabeza al suelo: "Escucha los latidos del corazón de las personas que he enterrado aquí. Escucha los latidos del corazón de las familias que he enterrado aquí". Shermantine afirmó que podría haber hasta 72 víctimas en una declaración que envió a una estación de noticias local de Sacramento en marzo de 2012. Sin embargo, afirmó que retendría la información a menos que Leonard Padilla le diera los $33,000 que exigía. "Realmente quiero creer en Leonard, pero tengo dudas de que cumpla, lo cual es una lástima porque he estado guardando lo mejor para el final", escribió Shermantine. A continuación se presenta una lista de sus víctimas conocidas y varias personas desaparecidas que se han mencionado como posibles víctimas:
- Ruth Ann Leamon, de 16 años, desapareció de Modesto, California, en 1982 después de conocer a dos hombres, ambos en sus treinta, el 19 de agosto. A tres cuadras de su casa, en Teresa Street y Carver Road, fue donde Ruth decidió encontrarse con los hombres esa noche. Salió de su apartamento en Clayton Avenue alrededor de las 8:45 p. m. Dijo que iba a pie a Sam's Food City para comprar un refresco. En realidad, Ruth sí llegó a la tienda, pero salió rápidamente y nunca más fue vista. Los dos hombres que supuestamente iban a encontrarse con Ruth la noche que desapareció fueron interrogados por las autoridades, pero ambos negaron cualquier participación en su caso. Se cree que Herzog y Shermantine son sospechosos en el caso de Ruth. Ruth y una conocida viajaron al Calaveras County Frog Jump con Herzog antes de que ella desapareciera.[30][31]
- Según Herzog, él y Shermantine conducían un camión el 1 de septiembre de 1984, a lo largo de la carretera 88 en Hope Valley, California, varios kilómetros al sur del lago Tahoe y al oeste de la frontera de Nevada en una ubicación remota, cuando pasaron por un vehículo estacionado al costado de la carretera. El conductor del vehículo, Henry Lee Howell, de 41 años, de Santa Clara, California, se detuvo al costado de la carretera porque estaba ebrio. Shermantine detuvo su camión, salió y supuestamente disparó a Howell con una escopeta.
- Dos meses después del asesinato de Howell, el 27 de noviembre de 1984, Herzog y Shermantine estaban conduciendo juntos nuevamente en Roberts Island, California, ubicado justo al suroeste de Stockton, cuando pasaron por un Pontiac 1982 estacionado. Herzog le dijo a los detectives que dieron la vuelta, se acercaron al automóvil y tomaron sus escopetas al salir del camión. Herzog dijo que Shermantine disparó y mató al conductor, Howard Michael King III, de 35 años, mientras estaba sentado detrás del volante, y luego arrastró al pasajero, Paul Raymond Cavanaugh, de 31 años, fuera de la puerta del pasajero y lo disparó a quemarropa. Las huellas de neumáticos encontradas en la escena resultaron ser del vehículo de Shermantine, que era la camioneta roja que testigos afirmaron haber visto en las cercanías de Roberts Island antes de que King y Cavanaugh fueran asesinados.
- Kimberly Ann Billy, de 19 años, desapareció de Stockton, California, el 11 de diciembre de 1984. Joann Hobson, de 16 años, desapareció de Stockton el 29 de agosto de 1985. En febrero de 2012, siguiendo las indicaciones de Shermantine, las autoridades encontraron más de 300 huesos humanos y algunos objetos personales en un pozo abandonado en Linden, California. Los huesos de Billy estaban en el pozo, al igual que los de Hobson.
- El 8 de septiembre de 1985, Herzog y Shermantine conocieron a Roberta Ray "Robin" Jones Armtrout, de 24 años, en un parque en Stockton. Supuestamente iban a salir a beber juntos, pero en lugar de eso se dirigieron a una granja cerca de Linden, no muy lejos de donde vivían ambos hombres. Shermantine "se dejó llevar" en algún momento y comenzó a violar y golpear a Armtrout. Después de apuñalarla más de una docena de veces, arrojó su cuerpo desnudo a la orilla de Potter Creek. Los investigadores notaron que la mayoría de las puñaladas estaban en la espalda y en el pecho cuando un cazador de palomas descubrió posteriormente su cuerpo desnudo. Su madre la vio por última vez subiendo a una camioneta roja con los dos hombres.
- Chevelle Yvonne "Chevy" Wheeler, de 16 años, faltó a la escuela el miércoles 16 de octubre de 1985, y fue vista por última vez subiendo a una camioneta roja fuera de Franklin High School en Stockton. Le había dicho a una amiga que iba con un conocido llamado "Wes" a Valley Springs, California. Le pidió a su amiga que le dijera a su padre sobre lo que había hecho si no regresaba al final del día escolar porque parecía indecisa acerca de hacer el viaje. La amiga informó a su padre cuando Chevy no apareció, y su padre llamó a la policía. Shermantine fue identificado instantáneamente por las autoridades como el principal sospechoso ya que estaba familiarizado con la familia Wheeler. Se descubrió que Shermantine era el dueño de una camioneta roja. Las muestras de sangre y cabello tomadas de una cabaña que Shermantine poseía en San Andreas coincidían con Wheeler.
- Susan Robin Bender, de 15 años, salió de la casa de su familia en Modesto el 25 de abril de 1986 para quedarse con amigos en Carmel, California. Fue vista por última vez haciendo una llamada telefónica en la antigua estación de autobuses Greyhound en la calle 10 y la calle G en Modesto. Susan fue vista subiendo a una camioneta Ford de tamaño completo de color verde oliva fuera de la estación y nunca más se supo de ella. Las autoridades investigaron a Herzog y Shermantine como posibles sospechosos en 2012, pero no pudieron encontrar un vínculo. Se sospecha de juego sucio en su caso.[32]
- El 3 de junio de 1986, Sylvia Lourdes Standly, de 31 años, desapareció de Modesto, California. Fue liberada del Centro de Mujeres del Condado de Stanislaus en Oakdale Road ese día y luego llamó a su familia y dijo que tomaría un viaje a casa. Se la vio por última vez subiéndose a una camioneta azul o verde. Su caso sigue sin resolverse.[33]
- Gayle Marie Marks, de 18 años, acompañó a su madre al Departamento de Salud Mental del Condado de San Joaquín en Stockton, California, el 18 de octubre de 1988. Marks luego caminó sola hasta el DMV local en Parks Street para obtener una tarjeta de identificación. Llegó al DMV porque unos días después, su tarjeta fue enviada por correo a su dirección. Después de salir del DMV, Marks se puso en contacto con su madre y dejó un mensaje. Nunca se volvió a saber de ella. Shermantine y Herzog fueron investigados en relación con su caso en 2012.[34]
- Phillip Cabot Lloyd Martin, de 47 años, era un transeúnte que fue visto por última vez en el norte de Stockton, California, el 30 de septiembre de 1993. Ese día, olvidó recoger a sus hijas de la escuela y nadie lo ha visto ni oído desde entonces. La hija de Martin le dijo a las autoridades que su padre había trabajado con Shermantine y que, cuando era niña, lo había elegido de una alineación de fotos. Su hija dijo que creía que Martin, Shermantine y Herzog consumían drogas juntos. El caso de Martin sigue sin resolverse.[35]
- Tracy Diane Melton, de 32 años, desapareció de Stockton, California, el 6 de mayo de 1998. Un fragmento de hueso encontrado en Linden, California, en 2003 fue identificado como el suyo en abril de 2011, pero su familia no fue notificada hasta enero de 2012. Las pruebas señalaron a Shermantine y Herzog como sospechosos. Vanderheiden, asesinada por la pareja, desapareció pocos meses después que Melton, y los detectives nunca descartaron a la pareja en el caso de Melton.[36]
- Cynthia Ann "Cyndi" Vanderheiden, de 25 años, desapareció de Clements, California, el 14 de noviembre de 1998. En 1999, Herzog y Shermantine fueron acusados junto con ella de asesinato, así como de otras muertes. El cráneo de Vanderheiden fue encontrado en una hondonada en San Andreas, California, en febrero de 2012.

## Conexión con la desaparición de Garecht
|                                                           |
| Boceto originales del hombre visto secuestrando a Garecht |

|                                                                      |
| Boceto originale del hombre visto secuestrando a Garecht (de perfil) |

En agosto de 2012, Shermantine escribió una carta a The Stockton Record después de que Herzog se suicidara en enero de 2012, en la que señaló que Herzog se parecía al retrato hablado de la persona que secuestró "a esa niña de Hayward". Comentando sobre el parecido que Herzog tenía con el secuestrador de Garecht, la testigo Katrina Rodríguez comentó: "Pensé entonces y sigo pensando ahora que podría ser el secuestrador... Creo que hay rasgos que se parecen mucho al hombre... Parece una pista sólida".
Siguiendo las indicaciones de Shermantine, las fuerzas del orden comenzaron a excavar un pozo abandonado en la zona rural de Linden, California, en febrero de 2012, donde Herzog y Shermantine deshacían de sus víctimas. Se recuperaron miles de fragmentos óseos pertenecientes a cinco personas diferentes, algunos de los cuales se creía que podían pertenecer a Garecht. Sin embargo, las pruebas de perfil de ADN realizadas más tarde ese año excluyeron a Garecht como posibilidad; se determinó que los huesos que se creía que eran suyos pertenecían a Kimberly Billy, de 19 años, desaparecida en 1984. En enero de 2013, se completaron más excavaciones en pozos abandonados en la zona, pero no se encontraron más restos.
En 2015, el abogado Mark Geragos presentó una moción legal en nombre de un detective que fue informado por un alguacil del condado de San Joaquín que un par de zapatos Mary Jane descubiertos en uno de los pozos de Linden tenían similitud con los zapatos que Garecht llevaba cuando fue vista por última vez. Según el detective, la policía de San Joaquín se negó a mostrarle los zapatos, tanto físicamente como en fotografías, y los zapatos no habían sido examinados por el Departamento de Policía de Hayward. En diciembre de 2020, el presunto asesino en serie David Emery Misch fue arrestado por el asesinato de Garecht después de que se le vinculó a los crímenes a través de huellas dactilares dejadas en el scooter de Michaela en el lugar del secuestro.

## En la cultura popular
Este caso fue presentado en el episodio 178 de la serie American Justice, titulado "Vanished", que se emitió por primera vez el 4 de septiembre de 2002. Con la fecha de producción de 2002 del episodio, detalles más recientes relacionados con este caso no formaban parte del programa. Dos de las familias de las víctimas (los Wheeler y los Vanderheiden) aún no sabían dónde estaban los cuerpos de sus hijas, y Herzog todavía estaba cumpliendo una condena de 78 años.
En 2013, el popular programa británico de crímenes reales Born to Kill? realizó un episodio sobre la pareja. La historia fue cubierta en el episodio de 2015 "Where Evil Lives", en la serie documental de crímenes On the Case with Paula Zahn. El episodio incluyó actualizaciones sobre la liberación y el suicidio de Herzog, y el descubrimiento de los restos de las víctimas, incluidos Wheeler y Vanderheiden, con comentarios de las familias de Wheeler y Vanderheiden. En 2022, una producción de Parcast titulada 'Serial Killers' narró los asesinatos y las vidas de Herzog y Shermantine en un episodio titulado 'Speed Freak Killers'.